# Benito Juarez Community Academy
Pour les articles homonymes, voir Juárez.
La Benito Juarez Community Academy (en français:Académie communautaire de Benito Juarez) anciennement Juarez High School est une école publique située dans le quartier mexicain de Pilsen sur la Cermak Road à Chicago. L'école fut nommée ainsi en honneur au président mexicain Benito Juárez. L'école fait partie du Chicago Public Schools.

## Présentation
L'académie Benito Juarez fait actuellement l'objet d'importants travaux de rénovation à la fois sur  le campus, mais aussi au centre des arts du spectacle, des sports et des chants. L'académie dispose d'un rigoureux programme d'études. Il y a un total de dix laboratoires informatiques modernes, la technologie y est intégrée. Les programmes comprennent des cours de mathématique, de chimie, des cours sur la langue chinoise et sa culture, la langue anglaise et de la composition, la littérature anglaise, histoire européenne, la physique, la langue espagnole, la littérature espagnole, le dessin, l'art design, le gouvernement américain et sa politique, et l'histoire des États-Unis. L'école offre une variété de programmes d'options.